# Juliet (Mond)
Juliet (auch Uranus XI) ist der sechstinnerste und einer der mittelgroßen der 28 bekannten Monde des Planeten Uranus.

## Entdeckung und Benennung
Juliet wurde am 3. Januar 1986 vom Astronomen Stephen P. Synnott zusammen mit Portia auf fotografischen Aufnahmen der Raumsonde Voyager 2 entdeckt. Die Entdeckung wurde am 16. Januar 1986 von der Internationalen Astronomischen Union (IAU) bekanntgegeben; der Mond erhielt zunächst die vorläufige Bezeichnung S/1986 U 2.
Am 8. Juni 1988 erhielt der Mond den Namen Juliet. Juliet ist die tragische Heldin aus William Shakespeares Tragödie Romeo und Julia (Romeo and Juliet). Romeo und Julia sind die Kinder der verfeindeten Familien Montague und Capulet in Verona und halten ihre Liebe wegen der regelmäßigen Fehden geheim; sie werden von Pater Lorenzo heimlich getraut. Als Romeo aufgrund des Kampfes mit Tybalt, bei dem dieser umkommt, nach Mantua verbannt wird, soll Julia nach dem Willen ihrer unwissenden Eltern in aller Eile mit Paris verheiratet werden. Um dem zu entrinnen, nimmt Julia auf Anraten von Pater Lorenzo einen Schlaftrunk zu sich, der sie in einen todesähnlichen Zustand versetzt. Romeo erhält die Nachricht vom angeblichen Tod seiner Frau und vergiftet sich an deren offenen Sarg. Als Julia im selben Augenblick erwacht und sieht, was geschehen ist, erdolcht sie sich aus Verzweiflung.
Alle Monde des Uranus sind nach Figuren von Shakespeare oder Alexander Pope benannt. Die ersten vier entdeckten Uranusmonde (Oberon, Titania, Ariel, Umbriel) wurden nach Vorschlägen von John Herschel, dem Sohn des Uranus-Entdeckers Wilhelm Herschel, benannt. Später behielt man die Tradition der Namensgebung bei.

## Bahneigenschaften

### Umlaufbahn

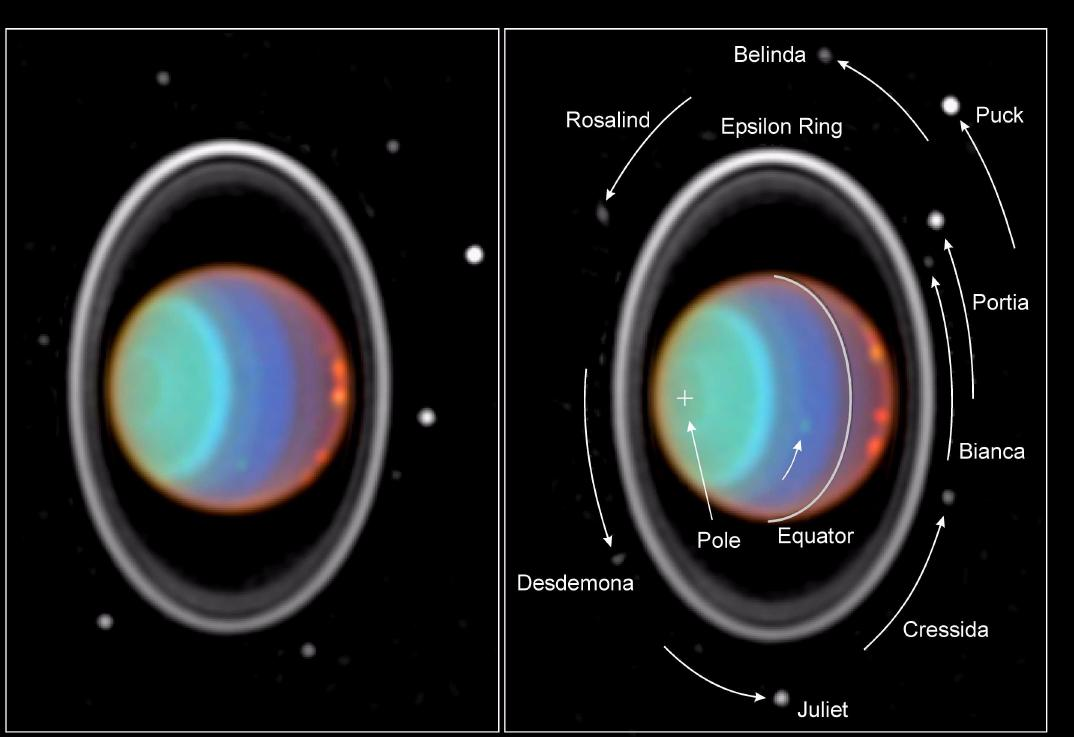
Hubble-Bild der Portia-Gruppe sowie Puck

Juliet umkreist Uranus auf einer prograden, fast perfekt kreisförmigen Umlaufbahn in einem mittleren Abstand von rund 64.360 km. Die Bahnexzentrizität beträgt 0,00066, die Bahn ist 0,065° gegenüber dem Äquator von Uranus geneigt.
Juliet ist der viertinnerste Mond der Portia-Gruppe, zu der auch Bianca, Cressida, Desdemona, Portia, Rosalind, Cupid, Belinda und Perdita gehören. Diese Monde haben ähnliche Umlaufbahnen und ähnliche spektrale Eigenschaften.
Die Umlaufbahn des nächstinneren Mondes Desdemona ist im Mittel 1.700 km von Juliets Orbit entfernt, die des nächstäußeren Mondes Portia 1.740 km. Juliet befindet sich also fast genau in der Mitte der Umlaufbahnen dieser beiden Monde.
Juliet befindet sich inmitten zweier Uranusringe, des innen laufenden ε (Epsilon)-Ringes, der im Mittel rund 13.200 km vom Juliet-Orbit entfernt ist, und der Innenkante des äußeren ν (Ny)-Staubringes in 1.740 km Entfernung.
Juliet umläuft Uranus in 11 Stunden und 50 Minuten. Da dies schneller ist als die Rotation des Uranus, geht Juliet vom Uranus aus gesehen im Westen auf und im Osten unter.

## Physikalische Eigenschaften

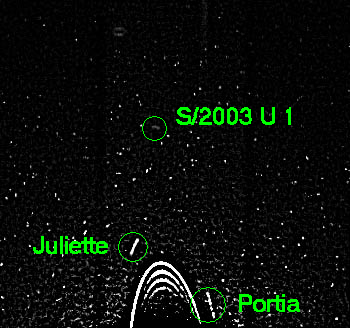
Hubble-Bild von 2003 mit Juliet, Portia und Mab

Juliet hat einen mittleren Durchmesser von 106 km. Auf den Aufnahmen der Voyager-2-Sonde erschien Juliet als stark elongiertes Objekt, wobei die Längsachse auf Uranus ausgerichtet ist.
Ihre mittlere Dichte ist mit 1,3 g/cm3 deutlich geringer als die Dichte der Erde und weist darauf hin, dass der Mond überwiegend aus Wassereis zusammengesetzt ist.

Juliet hat eine sehr geringe Albedo von 0,08 auf, d. h., 8 % des eingestrahlten Sonnenlichts werden von der Oberfläche reflektiert. Sie ist damit ein sehr dunkler Himmelskörper.

An ihrer Oberfläche beträgt die Schwerebeschleunigung 0,013 m/s2, dies entspricht etwa 1 ‰ der irdischen. Im Spektrum erscheint die Oberfläche von Juliet grau gefärbt.
Es ist möglich, dass Juliet innerhalb der nächsten 100 Millionen Jahre mit der knapp 1.700 km entfernten inneren Desdemona kollidiert.